# ذي عبيد (إب)

تعديل مصدري - تعديل

ذي عبيد محلة تابعة لقرية هير، التابعة لعزلة ريمان بمديرية إب إحدى مديريات محافظة إب في الجمهورية اليمنية.، بلغ تعداد سكانها 66 حسب تعداد اليمن لعام 2004.